# Раймунд (V) (граф Тулузы)
Раймунд (V) (фр. Raymond de Toulouse, убит в Гарацо в 972/979) — граф Тулузы, Нима, Альби и Керси, маркиз Готии (972—972/979), сын Раймунда (IV) Тулузского и Аделаиды Анжуйской. 

## Биография
О графе Раймунде V известно немного. Его существование было подтверждено недавно, так как в традиционной родословной графов Тулузы, составленной бенедиктинцами, он отсутствовал.
В 972 году Раймунд (V) унаследовал Тулузу, Ним, Альби, Керси и Готию после убийства своего отца, графа Раймунда (IV). В Готии его соправитель был Раймунд III Руэргский. В 972 или в 979 году Раймунд был сам убит в Гарацо. Наследником всех его владений стал его сын Гильом III Тайлефер.

## Брак и дети
1. Жена: неизвестная
2. Жена: Аделаида Анжуйская (ок. 947—1026)
- Гильом III (972—1037) — граф Тулузы
- Лидгарда